# Île Wiese
Ne doit pas être confondu avec Îles Wiese.
L'Île Wiese, ainsi nommé à cause de Vladimir Wiese, connu aussi sous la translittération île Vize (du russe : Остров Визе, Ostrov Vize) est une île isolée située dans l'océan Arctique, dans le nord de la mer de Kara, à 253 km à l'est-sud-est de la Terre François-Joseph et à 263 km à l'ouest de la Terre du Nord. Elle appartient administrativement au kraï de Krasnoïarsk, en Russie.

Cette île est déserte et soumise à de sévères tempêtes arctiques, mais elle ne possède pas de glaciers. En été, de vastes zones de l'île sont libres de glace et de neige. Sa superficie totale est de 289 km2. Comparée à d'autres îles de l'Arctique, elle est relativement large et plate, son point le plus élevé étant à seulement 30 m. La terre la plus proche est l'île Ouchakov à 141 km au nord-nord-est.

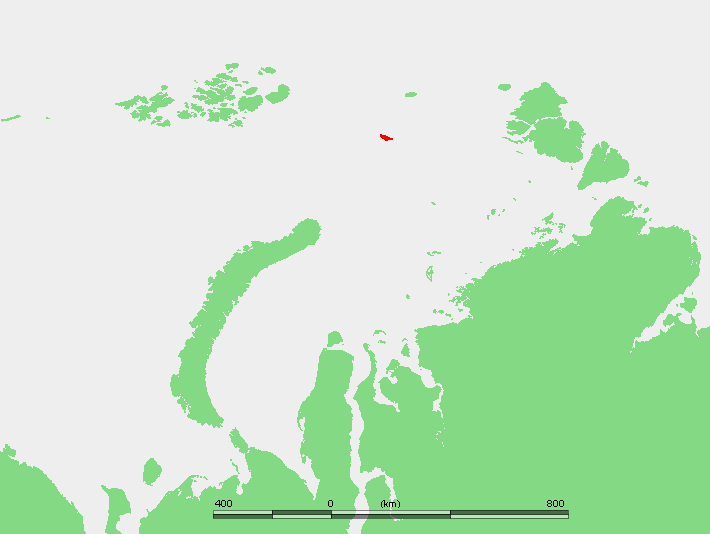
Situation de l'île Wiese dans la mer de Kara.

Du fait de sa latitude extrême, la mer environnante est recouverte de banquise en hiver, et de glace flottante, même en été.
En 1924, l'océanographe Vladimir Wiese a étudié la dérive de l'infortuné navire russe Sviataïa Anna de Gueorgui Broussilov quand il a été piégé sur la banquise de la mer de Kara. Le professeur Wiese a détecté un écart anormal de la trajectoire de la dérive du bateau par rapport aux modèles des courants marins et de la glace. Il a estimé que l'écart a été causé par la présence d'une île inconnue dont il était en mesure de calculer avec précision les coordonnées, grâce à la disponibilité des positions successives du Svïataïa Anna lors de sa dérive. Les données de la dérive avaient été fournies par le navigateur Valerian Albanov, l'un des deux seuls survivants du Svïataïa Anna.
L'île a été découverte le 13 août 1930 par une expédition soviétique dirigée par Otto Schmidt à bord du brise-glace Gueorgui Sedov commandé par le capitaine Vladimir Voronine. L'île a été nommée d'après le professeur Wiese de l'Institut arctique soviétique qui était à l'époque à bord du Sedov et qui a réussi à mettre le pied sur l'île, dont il avait prédit l'existence.
Le premier hivernage dans l'île Wiese eut lieu en 1945-46. Une station polaire hydrométéorologique a été créée le 1er novembre 1945. La station polaire de l'île Wiese est l'une des plus septentrionales au monde.

## Climat
L'île Wiese a un climat extrême arctique, avec des températures à peine positives seulement quelques mois par an. Les températures descendent régulièrement en dessous de −20 °C de novembre à avril.
| Mois                                        | jan.       | fév.       | mars     | avril    | mai        | juin     | jui.      | août       | sep.       | oct.       | nov.       | déc.       | année      |
| ------------------------------------------- | ---------- | ---------- | -------- | -------- | ---------- | -------- | --------- | ---------- | ---------- | ---------- | ---------- | ---------- | ---------- |
| Température minimale moyenne (°C)           | −26,1      | −26,6      | −25,7    | −20,8    | −10,8      | −2,7     | −0,4      | −0,4       | −2,8       | −10,5      | −18,2      | −23,1      | −14        |
| Température moyenne (°C)                    | −22,8      | −23,4      | −22,5    | −17,6    | −8,6       | −1,4     | 0,7       | 0,7        | −1,5       | −8,1       | −15,1      | −20        | −11,6      |
| Température maximale moyenne (°C)           | −19,4      | −20        | −19      | −14,2    | −6,4       | −0,1     | 1,9       | 1,9        | −0,2       | −6         | −12        | −16,9      | −9,2       |
| Record de froid (°C) date du record         | −47,9 1964 | −44,5 1979 | −47 1969 | −44 1988 | −32,1 1964 | −15 1971 | −5,1 2003 | −11,3 1992 | −22,2 1987 | −38,2 1982 | −41,3 1989 | −43,7 2002 | −47,9 1964 |
| Record de chaleur (°C) date du record       | 0 2016     | −0,2 2012  | 0,9 2011 | 1,5 1990 | 2,3 1960   | 5,1 1977 | 9,2 2015  | 8,5 2015   | 6,6 2020   | 3,1 2016   | 1 2012     | 0,2 1991   | 9,2 2015   |
| Ensoleillement (h)                          | 0          | 3          | 101      | 273      | 175        | 128      | 124       | 75         | 26         | 9          | 0          | 0          | 914        |
| Précipitations (mm)                         | 12         | 11         | 12       | 12       | 14         | 16       | 18        | 24         | 26         | 25         | 18         | 17         | 205        |
| dont neige (cm)                             | 24         | 26         | 29       | 32       | 36         | 26       | 1         | 0          | 4          | 13         | 19         | 21         | 231        |
| Record de pluie en 24 h (mm) date du record | 16 1955    | 12 1954    | 31 1974  | 7 1967   | 14 1958    | 12 1991  | 23 1988   | 28 1949    | 32 1976    | 11 2004    | 18 2009    | 20 1974    | 32 1976    |
| Nombre de jours avec précipitations         | 0          | 0          | 0        | 0        | 0,3        | 4        | 12        | 12         | 6          | 1          | 0          | 0          | 35         |
| Humidité relative (%)                       | 81         | 80         | 80       | 83       | 87         | 91       | 94        | 94         | 91         | 85         | 83         | 81         | 86         |
| Nombre de jours avec neige                  | 18         | 16         | 16       | 15       | 24         | 18       | 10        | 12         | 21         | 24         | 19         | 17         | 210        |
| Nombre de jours avec brouillard             | 0,2        | 1          | 1        | 1        | 2          | 6        | 14        | 15         | 8          | 1          | 1          | 0,1        | 50         |

| Diagramme climatique                                  |            |            |              |             |            |           |           |            |           |            |              |
| J                                                     | F          | M          | A            | M           | J          | J         | A         | S          | O         | N          | D            |
| −19,4−26,112                                          | −20−26,611 | −19−25,712 | −14,2−20,812 | −6,4−10,814 | −0,1−2,716 | 1,9−0,418 | 1,9−0,424 | −0,2−2,826 | −6−10,525 | −12−18,218 | −16,9−23,117 |
| Moyennes : • Temp. maxi et mini °C • Précipitation mm |            |            |              |             |            |           |           |            |           |            |              |